# West Pleasant View
West Pleasant View è un centro abitato (census-designated place) degli Stati Uniti d'America, situato nella contea di Jefferson dello stato del Colorado. Nel censimento del 2000 la popolazione era di 3.932 abitanti.

## Geografia fisica
Secondo i rilevamenti dell'United States Census Bureau, West Pleasant View si estende su una superficie di 3,9 km².